# Gene Stratton-Porter

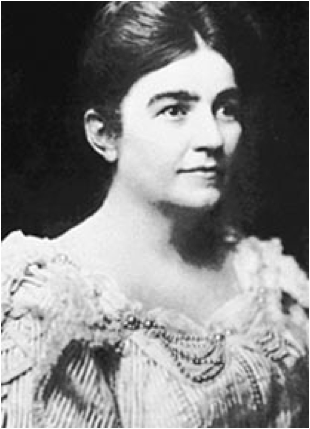
Gene Stratton-Porter.

Gene Stratton-Porter, född Stratton 17 augusti 1868 i Lagro, Indiana, död 6 december 1924 i en motorcykelolycka, var en amerikansk författarinna. 
Stratton-Porter var gift 1886 med Charles D. Porter och sysslade i många år med fotografi och naturalhistoria, innan hon ägnade sig åt författarskap. The song of the cardinal (1902; "Kardinalens frieri", 1915), Freckles (1904; "Freckles", 1916; "Fräkne", 2 upplagan samma år), A girl of the Limberlost (1909; "Flickan från Limberlostskogen", 1916; 2:a upplagan 1917), Music of the wild (1910; "Vildmarksmusik", 1916), Laddie (1913; svensk översättning 1915) med fler har blivit mycket populära genom sin dyrkan av skogens värld och naturlivet, vilket är författarinnans egentliga patos. Inlagda romanmotiv skall göra böckerna mera tilldragande för läsare i allmänhet. Av hennes sista böcker må nämnas Friends in feathers (1922) och The fire bird (samma år).